# Tomas Lehtinen
Tomas Pentti Kristian Lehtinen, född 16 januari 1980, är en svensk skådespelare.
Lehtinen är känd för rollen som Samuel Koriander i TV-serien Tre Kronor, en roll han gjorde i 48 avsnitt mellan 1997 och 1999. Han spelade också Alexander (Wilmas pojkvän) i ett avsnitt av TV-serien Skärgårdsdoktorn. Han svarade också för fotot i kortfilmen Clownen Beppo från 2003.

## Filmografi
- 1997–1999 – Tre Kronor (TV-serie)
- 2000 – Skärgårdsdoktorn (TV-serie)